# Seznam olympijských medailistů v karate
Seznam olympijských medailistů a medailistek v karate na letních olympijských hrách. Tento sport byl poprvé a zatím naposledy na programu her v roce 2020 v Tokiu.

## Muži

### Kata
| Rok      | Zlato                       | Stříbro                           | Bronz                                       | Bronz                        |
| LOH 2020 | Rjó Kijuna · Japonsko (JPN) | Damián Quintero · Španělsko (ESP) | Ariel Torres · Spojené státy americké (USA) | Ali Sofuoğlu · Turecko (TUR) |

### Kumite – váha do 67 kg
| Rok      | Zlato                           | Stříbro                     | Bronz                                | Bronz                                    |
| LOH 2020 | Steven Da Costa · Francie (FRA) | Eray Şamdan · Turecko (TUR) | Darkhan Assadilov · Kazachstán (KAZ) | Abdelrahman Al-Masatfa · Jordánsko (JOR) |

### Kumite – váha do 75 kg
| Rok      | Zlato                     | Stříbro                           | Bronz                             | Bronz                             |
| LOH 2020 | Luigi Busà · Itálie (ITA) | Rəfael Ağayev · Ázerbájdžán (AZE) | Gábor Hárspataki · Maďarsko (HUN) | Stanislav Horuna · Ukrajina (UKR) |

### Kumite – váha nad 75 kg
| Rok      | Zlato                         | Stříbro                             | Bronz                          | Bronz                      |
| LOH 2020 | Sajjad Ganjzadeh · Írán (IRI) | Tareg Hamedi · Saúdská Arábie (KSA) | Ryūtarō Araga · Japonsko (JPN) | Uğur Aktaş · Turecko (TUR) |

## Ženy

### Kata
| Rok      | Zlato                               | Stříbro                           | Bronz                         | Bronz                            |
| LOH 2020 | Sandra Sánchezová · Španělsko (ESP) | Kiyou Shimizuová · Japonsko (JPN) | Grace Lauová · Hongkong (HKG) | Viviana Bottarová · Itálie (ITA) |

### Kumite – váha do 55 kg
| Rok      | Zlato                             | Stříbro                                | Bronz                             | Bronz                         |
| LOH 2020 | Ivet Goranovová · Bulharsko (BUL) | Anzhelika Terliugaová · Ukrajina (UKR) | Bettina Planková · Rakousko (AUT) | Wen Tzu-yun · Tchaj-wan (TPE) |

### Kumite – váha do 61 kg
| Rok      | Zlato                             | Stříbro                  | Bronz                         | Bronz                          |
| LOH 2020 | Jovana Prekovićová · Srbsko (SRB) | Yin Xiaoyan · Čína (CHN) | Giana Farouková · Egypt (EGY) | Merve Çobanová · Turecko (TUR) |

### Kumite – váha nad 61 kg
| Rok      | Zlato                             | Stříbro                               | Bronz                | Bronz                                 |
| LOH 2020 | Feryal Abdelazízová · Egypt (EGY) | Irina Zaretskaová · Ázerbájdžán (AZE) | Kung Li · Čína (CHN) | Sofja Berulzewaová · Kazachstán (KAZ) |